# Rio das Flores (vattendrag i Brasilien, Maranhão)
Rio das Flores är ett vattendrag i Brasilien.   Det ligger i delstaten Maranhão, i den östra delen av landet, 1 300 km norr om huvudstaden Brasília.
Omgivningarna runt Rio das Flores är huvudsakligen savann. Runt Rio das Flores är det glesbefolkat, med 19 invånare per kvadratkilometer.